# Stazione di Ponticino
Stazione di Ponticino vasútállomás Olaszországban, Laterina település Ponticino frazionéjában.

## Vasútvonalak
Az állomást az alábbi vasútvonalak érintik:
- Firenze–Róma-vasútvonal

## Kapcsolódó állomások
A vasútállomáshoz az alábbi állomások vannak a legközelebb:
- Stazione di Laterina
- Stazione di Indicatore